# دنيا وقف
دُنيا وقف (بالبوسنوية: Donji Vakuf)‏ هي بلدة بوسنيَّة تقع في كانتون البوسنة الوسطى ضمن اتحاد البوسنة والهرسك. تأسَّست البلدة سنة 1572م على يد أميرٍ عُثمانيّ هو إبراهيم بك بن مالقوج، واسمها عربيّ الأصل كما هو واضح، ويُقصد به «الوقف الأدنى».
بُدِّل اسم البلدة إلى «صربُبْرَان» بُعيد وقوعها تحت الاحتلال الصربي بدايةً من شهر نيسان (أبريل) 1993م وُصولًا إلى 14 أيلول (سپتمبر) 1995م، حينما تمكَّن الجيش البوسني من تحريرها، فأُعيد اسمها إلى ما كان عليه. هُجِّر أغلب سُكَّان البلدة البُشناقيين المُسلمين خلال فترة الاحتلال الصربي إلى بلدة بوغوينو المُجاورة.